# Kościół Mariacki w Husum
Kościół Mariacki (niem. Marienkirche) – klasycystyczna świątynia luterańska znajdująca się w niemieckim mieście Husum.

## Historia
W 1431 mieszkańcy Husum otrzymali pozwolenie na budowę kaplicy. W latach 1436–1510 wzniesiono tu późnogotycki kościół poświęcony Maryi Pannie, który przez jakiś czas posiadał również wysoką na 95 metrów wieżę. W 1527 roku świątynia przeszła w ręce luteran jako pierwszy kościół na terenie księstw Szlezwiku i Holsztynu. Będący w złym stanie technicznym budynek rozebrano w latach 1807–1808. Większość cennego wyposażenia sprzedano – rzeźba św. Jerzego trafiła do Duńskiego Muzeum Narodowego w Kopenhadze, figura grającego na lutni anioła stała się własnością Staatliche Museen zu Berlin, a gotycki ołtarz główny zainstalowano w kościele św. Jakuba w Schwabstedt. W 1808 duński architekt Christian Frederik Hansen sporządził projekt nowej świątyni, którą z powodów finansowych wzniesiono dopiero w latach 1829–1833. Nowy budynek jest znacznie mniejszy od poprzednika, przeniesiono do niego m.in. mosiężną chrzcielnicę i pięć dzwonów ze starszej świątyni. Pod koniec XIX wieku kościół wyremontowano, a w latach 1963 i 2001 odrestaurowano go.

## Architektura
Świątynia klasycystyczna, jednonawowa. Wygląd wieży kościoła nawiązuje do kształtu latarni morskiej. Po obu stronach nawy znajdują się empory, wznoszące się na doryckich kolumnach. Wygląd stropu imituje gwiaździste niebo. 
W centralną część ołtarza głównego wbudowano ambonę, udekorowaną okiem opatrzności otoczonym płomieniami. Mosiężna chrzcielnica została wykonana w 1643 roku przez Rotgetera Lorenza Karstensena, przeniesiono ją z rozebranego gotyckiego kościoła. Organy wykonano w warsztacie Johannes Klais Orgelbau, poświęciła je 5 grudnia 2021 bp Kristina Kühnbaum-Schmidt. Na wieży kościoła zawieszonych jest pięć dzwonów: dwa gotyckie z 1506 roku, barokowy z 1729 roku i dwa dzwony zegarowe z lat 1604 i 1606.

## Galeria

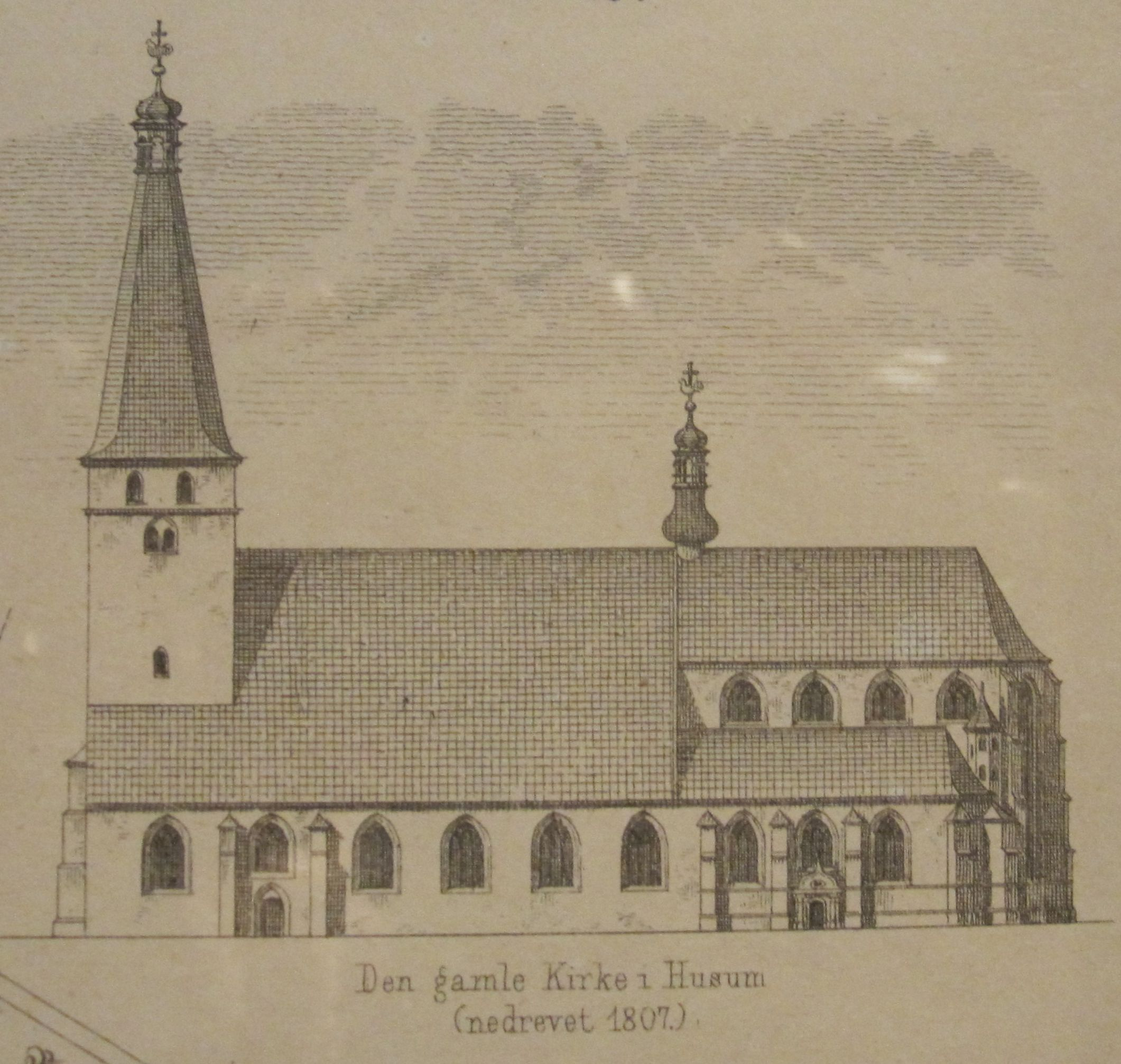
Wygląd gotyckiego kościoła
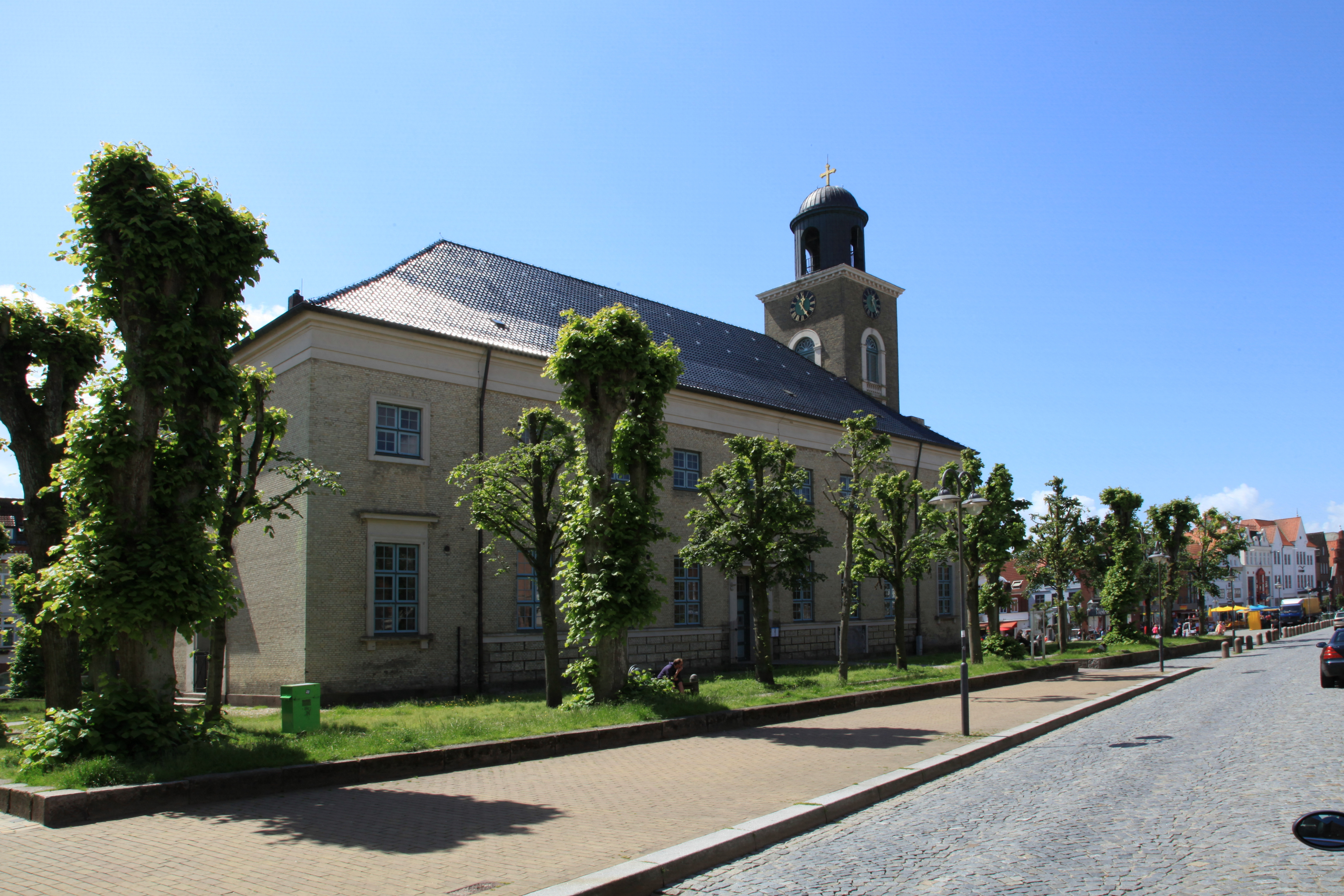
Widok z północnego wschodu
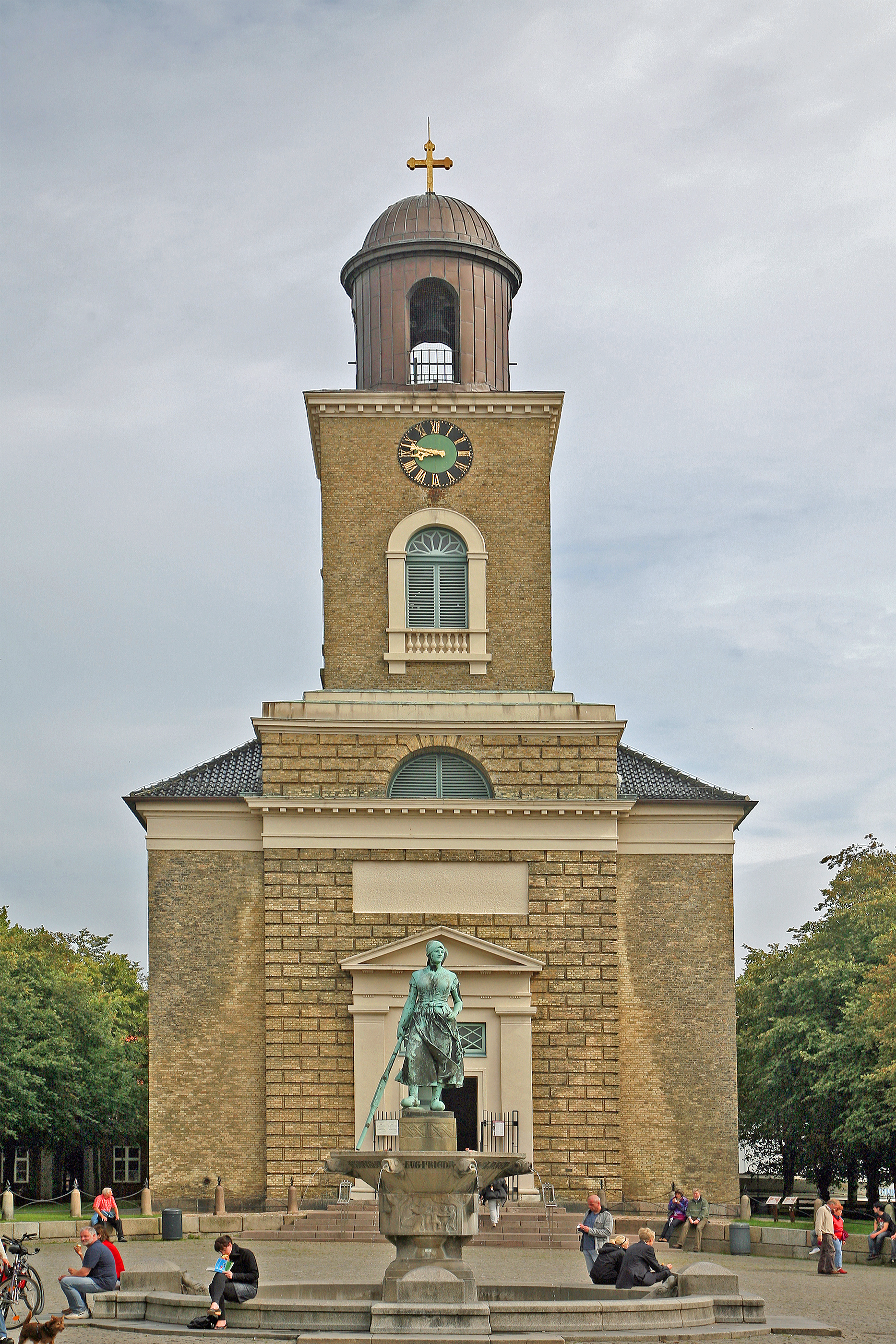
Fasada
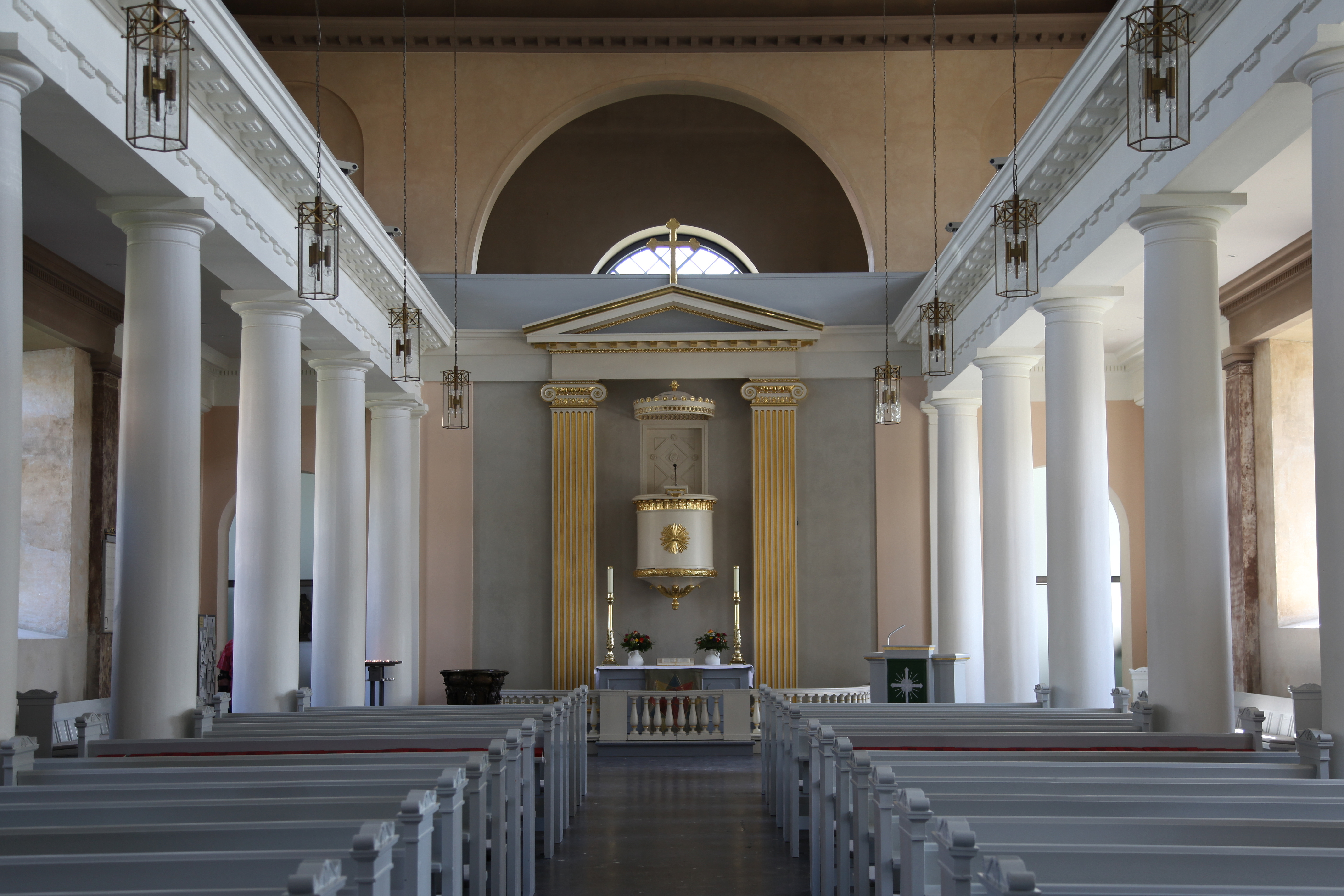
Wnętrze
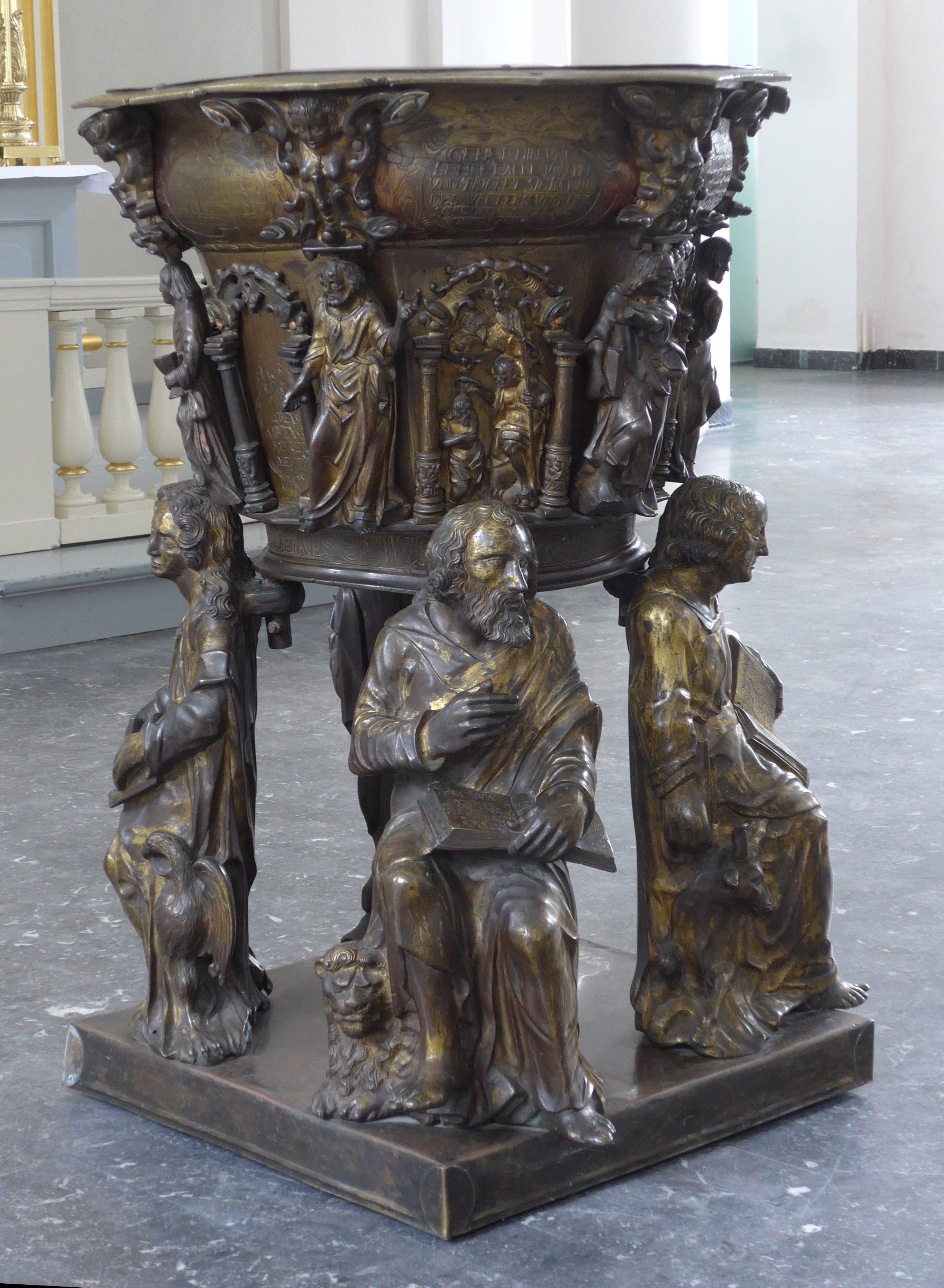
Chrzcielnica
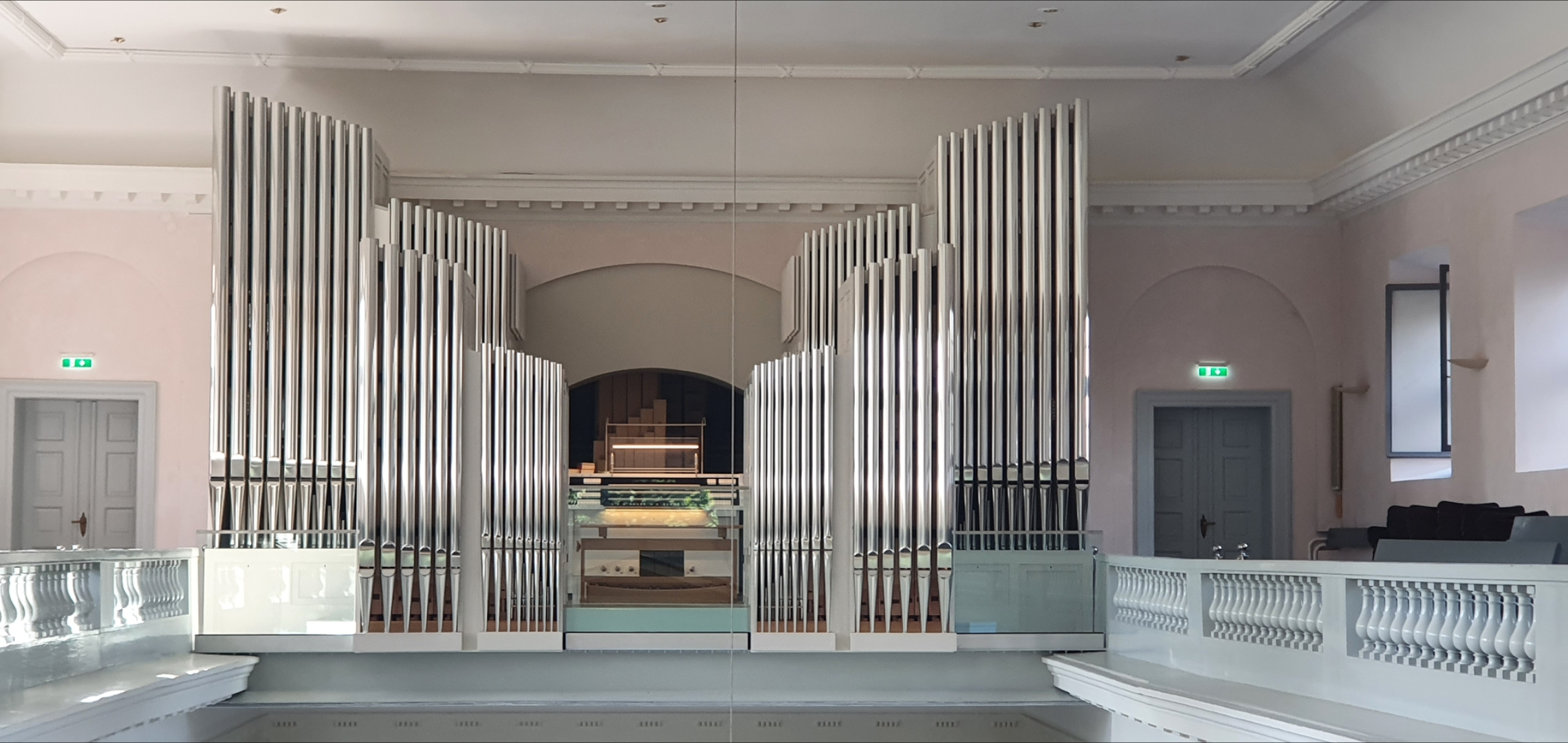
Organy